# Люсіль Спенн
Маха́лія Люсі́ль Дженкінс, у шлюбі Спенн (англ. Jenkins, англ. Mahalia Lucille Spann; 23 червня 1938, Болтон, Міссісіпі — 2 серпня 1994, Віксбург, Міссісіпі) — американська блюзова співачка, авторка пісень. Дружина піаніста Отіса Спенна.

## Біографія
Народилась 23 червня 1938 року у Болтоні (Міссісіпі) у бідній родині 9-ю дитиною Гертруди і Шермана Дженкінса. Хрещена як Махалія Люсіль Дженкінс. Матір померла у 1943 році, коли їй було 4 з половиною років. Виховуванням займались її батько та дві старші сестри. Відвідувала середню школу у Чикаго; тоді ж почала співати у баптистській церкві Маунт-Ігл (пастором якої тоді був преп. Чарлз Джеймс Роджерс). Виконувала пісні у жанрі госпел. Також любила слухати блюзові записи Бессі Сміт, Бі Бі Кінга, Ті-Боун Вокера, Біг Джо Тернера і Біллі Холідей.
У 1960-х познайомилась з піаністом гурту Мадді Вотерса Отісом Спенном у нічному клубі, де працювала барменкою. Почала з ним музичну співпрацю, а в 1969 році одружилась. Її вокал з'явився на кількох його альбомах. Дебютувала у студії 20 листопада 1967 року, записавши альбом The Bottom of the Blues (1968). У 1970 чоловік несподівано помер від раку печінки у віці 40 років.
Продовжила свою музичну кар'єру. У вересні 1972 року виступила на фестивалі блюзу і джазу в Анн-Арбор, де разом з Мадді Вотерсом, Майті Джо Янгом виконала дві композиції, присвячені чоловіку. У 1974 році записала студійний альбом Cry Before I Go на лейблі BluesWay.
Померла 2 серпня 1994 року у віці 56 років Віксбурзі (Міссісіпі).

## Дискографія

### Альбоми
Сольні альбоми
- Cry Before I Go (1974, BluesWay)

З іншими музикантами
- The Bluesmen of the Muddy Waters Chicago Blues Band, vol. 2 (1968)
- The Bottom of the Blues — Отіс Спенн (1968, BluesWay)
- Cryin' Time — Отіс Спенн (1970, Vanguard)
- Ann Arbor Blues & Jazz Festival 1972 (1973, Atlantic)
- Last Call: Live at Boston Tea Party, April 2, 1970 — Отіс Спенн (запис 1970, видання 1990; Mr. Cat Music)

### Сингли
- «Country Girl Returns Part 1»/«Country Girl Returns Part 2» (разом з The Chicago Blues Band) (1972, Torrid)
- «Womans Lib»/«What You Do to Your Woman» (разом з Mighty Joe Young Blues Band (1972, Torrid)